# Lịch sử Bắc Mỹ

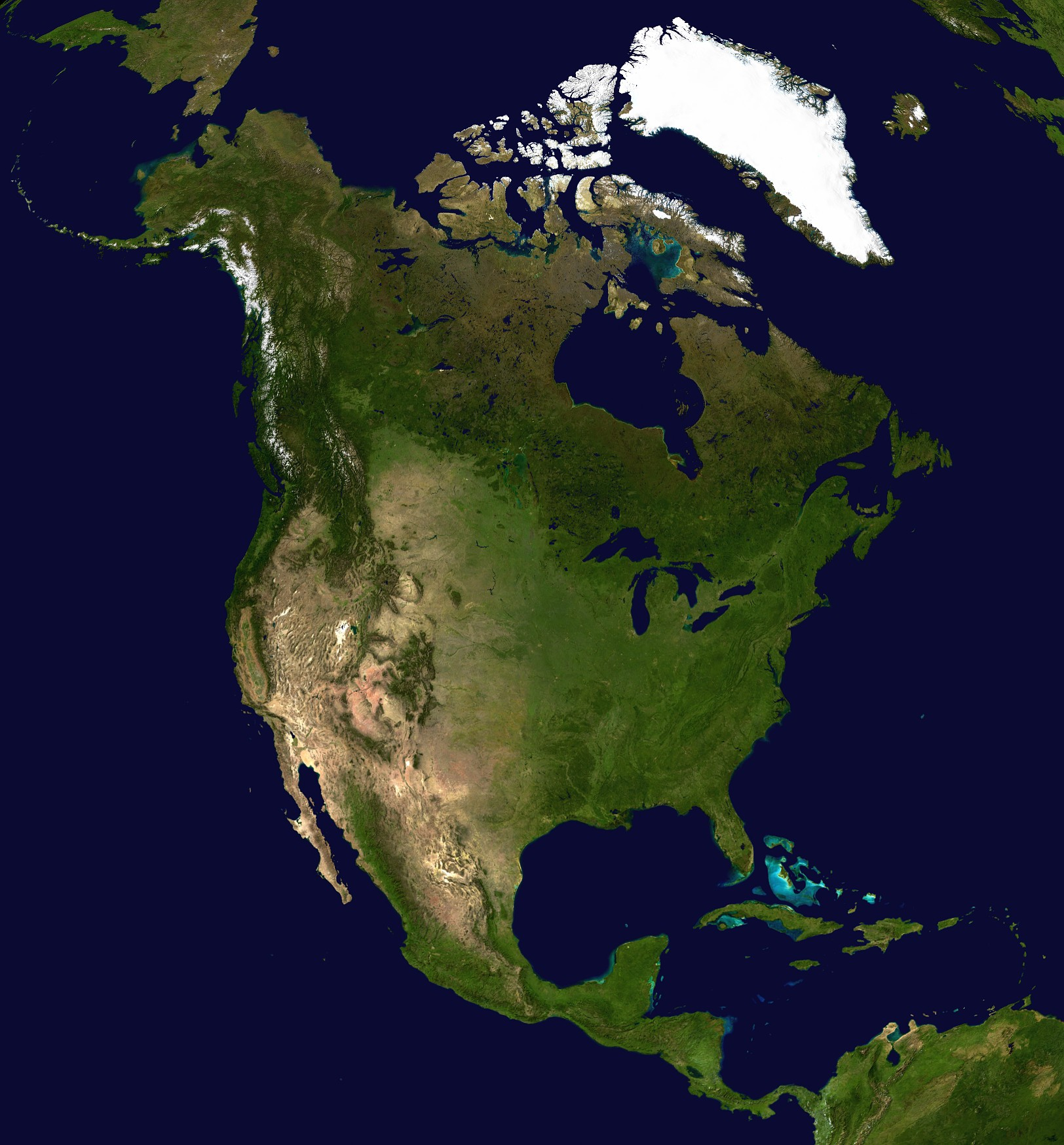
Một bức ảnh vệ tinh màu thật Bắc Mỹ

Lịch sử Bắc Mỹ bao gồm cả lịch sử thời tiền sử và khi người châu Âu đến châu Mỹ. Người Idien cổ đã đến Bắc Mỹ cách đây từ 17.000 đến 40.000 năm trước. Trong thời tiền sử, lục địa Bắc Mỹ đó rất nhiều nền văn minh như văn minh Inuit, Maya, Aztec,... Những cộng đồng này dù bị cô lập nhưng lại phát triển mạnh về cuộc sống và văn hoá.
Như đã biết, Christopher Columbus là người phát hiện châu Mỹ cách đây 500 năm trước. Lục địa được phân chia bởi ba cường quốc lớn là Anh, Pháp và Tây Ban Nha.
Thời kỳ thuộc địa chỉ kéo dài khoảng 3 thế kỷ. Các thuộc địa bắt đầu độc lập từ khi cách mạng Hoa Kỳ thành công và Hoa Kỳ độc lập vào năm 1776.
Từ thế kỷ 19 đến thế kỷ 21, các quốc gia Bắc Mỹ đã hợp tác phát triển kinh tế, khoa học, xã hội, an ninh và chính trị. Với việc phát triển thương mại, buôn bán ma túy là một vấn đề đáng lo ngại.

## Tiền Columbus

### Cuộc di cư của người Idien cổ

Bản đồ di cư của người hiện đại trong thời kỳ đầu

Cuộc di cư của người Idien cổ là đề tài để các nhà sử học nghiên cứu và thảo luận. Một giả thuyết trong nhiều năm qua cho rằng người Idien cổ di cư đến Bắc Mỹ qua cầu lục địa Beringia cách đây từ 17.000 đến 40.000 năm trước đây khi mực nước biển hạ xuống đáng kể do hậu quả của Băng hà Đệ tứ. Họ cũng có thể đi bộ hoặc dùng thuyền thô sơ để đến Nam Mỹ. Bằng chứng cho việc này đã bị nước biển nhấn chìm hàng trăm mét ở cuối kỷ Băng hà.
Các nhà khảo cổ thì cho rằng người Idien cổ từ Siberia đến Alaska qua Beringia dao động cách đây từ 16.500 đến 40.000 năm trước. Một số giả thuyết cho rằng nguồn gốc của người bản địa Bắc Mỹ đến từ Trung Mỹ. Một giả thuyết khác cho rằng nguồn gốc người bản địa đến từ châu Âu.

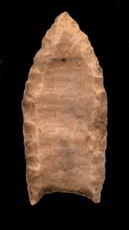
Tên phóng Folsom

Các công cuộc bằng đá, như tên phóng, được người bản địa Bắc Mỹ sử dụng sớm nhất. Nó được phát hiện bởi các nhà khảo cổ học. Bằng chứng khoa học cho thấy người bản địa Bắc Mỹ có liên quan tới người châu Á, đặc biệt là người Siberia. Việc này thể hiện qua máu, DNA ty thể...

### Các nền văn minh cổ

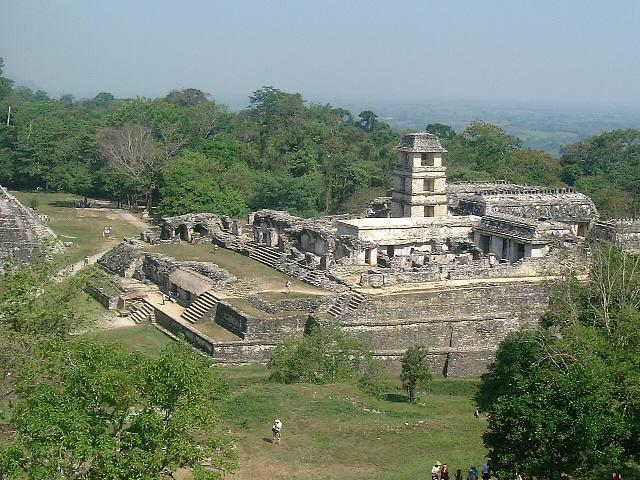
Tàn tích của người Maya tại Palenque, Mexico

Trước khi người châu Âu đến, ho có một cuộc sống và văn hoá tốt. Họ thành thạo toán học, thiên văn học,... Giữa các nền văn minh không phải lúc nào cũng hòa bình.
Ở thời kỳ Archaic, khí hậu trở nên ấm và khô hơn. Những loài động vật cõ lớn cuối cùng đã biến mất. Đa số dân số mới tại Bắc Mỹ săn bắt-hái lượm. Họ thích nghi rất nhanh với môi trường nơi đây. Họ có những cuộc đi săn nhỏ, ăn cá hay rau mọc hoang. Họ cũng có nhiều cuộc săn lớn.
Người Maya có bộ lịch riêng khá phức tạp. Khi người Tây Ban Nha đến, họ đã thống trị đế chế Aztec. Ở phía Bắc, Hokokam và Anasaki là hai nền văn hóa sản xuất nông nghiệp cho đến khi người Tây Ban Nha đến vào thập niên 40 của thế kỷ 16. Khi người châu Âu đến Bắc Mỹ, người bản địa giảm đi đáng kể, các ngôn ngữ bản địa bị tuyệt chủng.

## Thực dân châu Âu

### Người Viking

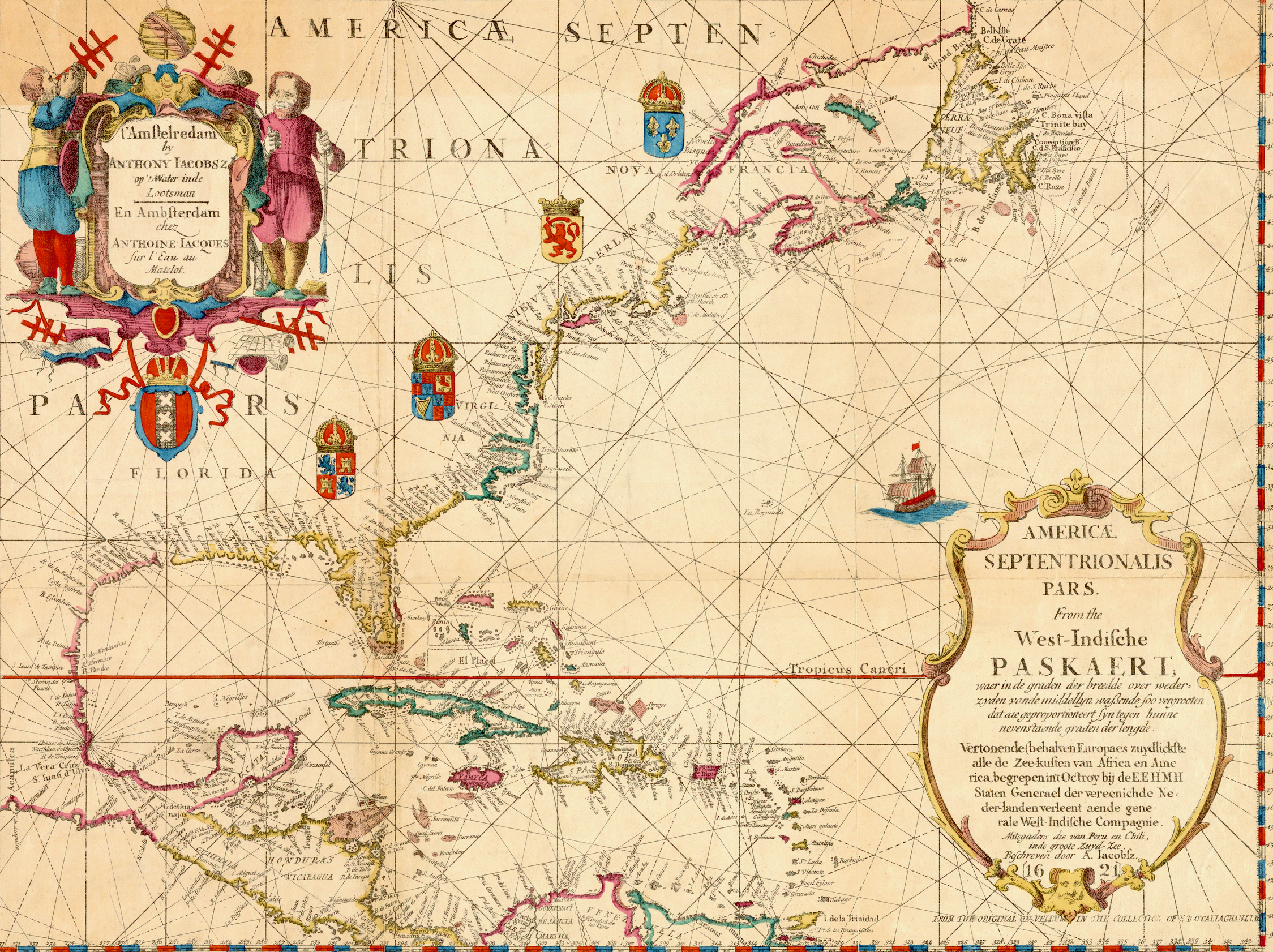
Bản đồ Bắc Mỹ (1621)

Người Bắc Mỹ bị cô lập với thế giới bên ngoài trước năm 1492, nhưng có một giả thuyết cho rằng người Viking đã đến Bắc Mỹ trước cả Christopher Columbus, điều này thể hiện qua di chỉ L'Anse aux Meadows tại tỉnh bang Newfoundland và Labrador.
Khi người Viking đến Bắc Mỹ, người châu Âu vẫn chưa biết đến Bắc Mỹ cho đến năm 1492. Năm 1490, Christopher Columbus đã xin đi tới vùng phía Tây để có con đường ngắn đến châu Á. Điều này được sự ủng hộ của Nữ hoàng Isabella I và vua Ferdinand I. Năm 1492, Christopher Columbus đến được Bahamas.
John Cabot đã khám phá ra bờ biển Canada vào năm 1497. Giovanni da Verrazzano cũng đã khám phá ra bờ biển phía Đông Bắc Mỹ, từ Newfoundland đến Florida vào năm 1524. Jacques Cartier cũng đã có một chuyến thám hiểm vào năm 1534.

### Thuộc địa thành công

Bản đồ chủ quyền các quốc gia tại Bắc Mỹ từ năm 1750 đến 2008

Đến năm 1663, Pháp đã chiếm một vùng có diện tích lớn tại Bắc Mỹ.
Chiến tranh của các cường quốc châu Âu gây ra hàng loạt chiến tranh tại Bắc Mỹ, có thể tác động lên các thuộc địa. Các thuộc địa thường thay đổi chủ một cách nhanh chóng. Việc Pháp rời khỏi Bắc Mỹ là một thảm hoạ với người bản địa Đông Bắc Mỹ.

## Các thuộc địa độc lập
Cách mạng Hoa Kỳ gây biến động lớn trong lục địa. Cuộc cách mạng này giúp Canada và Hoa Kỳ độc lập khỏi Anh và Pháp.
Trong khi đó, Tây Ban Nha đang suy yếu. Năm 1810, mục sư Miguel Hidalgo y Costilla đã tuyên bố nền độc lập của Mexico. Đến năm 1821, Mexico đã chính thức độc lập.

## Các quốc gia mở rộng lãnh thổ
Từ khi độc lập, Hoa Kỳ đã mở rộng lãnh thổ sang phía Tây, đặc biệt như việc mua lãnh thổ Louisiana vào năm 1803. Sau chiến tranh năm 1812, người Anh và người Ireland tăng đáng kể ở Canada.
Các quốc gia cứ tiếp tục mở rộng và độc lập, làm phức tạp hoá sự phân chia giữa các quốc gia "tự do" và những quốc gia theo chủ nghĩa nô lệ, đã dẫn đến việc ký Thỏa hiệp Missouri giữa các quốc gia Bắc Mỹ vào năm 1820. Canada đã vấp phải sự chia rẽ giữa Anh và Pháp, nguyên nhân xảy ra nội chiến Canada vào năm 1837. Nền chính trị của Mexico đang rất căng thẳng, trong đó, nhiều vùng nói tiếng Anh đã tuyên bố độc lập, như Texas đã tuyên bố độc lập Cộng hòa Texas vào năm 1830, dẫn đến cuộc chiến tranh Mexico-Hoa Kỳ. Sau cuộc chiến, lãnh thổ Hoa Kỳ đã mở rộng sang California và phía Tây Nam.

## Xung đột, liên bang và các cuộc xâm lược
Nội chiến làm rung động toàn xã hội Hoa Kỳ. Người châu Âu đã đàn áp người da đỏ và phá huỷ các di tích ở miền Nam. Sau cuộc nội chiến, Hoa Kỳ là quốc gia công nghiệp lớn.
Do cải cách kém nên Mexico là nơi mở cửa ảnh hưởng của nước ngoài. Điều này dẫn đến Đệ nhị đế chế Pháp xâm chiếm Mexico.

## Cuốithế kỷ 19
Người Nga và người Trung Quốc đã ồ ạt nhập cư vào Bắc Mỹ vào nửa cuối thế kỷ 19. Hoa Kỳ có một cuộc nội chiến chống lại người bản địa. Tình hình tại Canada đã bình yên hơn. Newfoundland đã bắt đầu tự trị từ 1907.
Tại Mexico, toàn bộ thời kỳ này do chế độ độc tài của Porfirio Díaz lãnh đạo.

## Bắc Mỹ trong các cuộc Thế chiến

### Thế chiến I

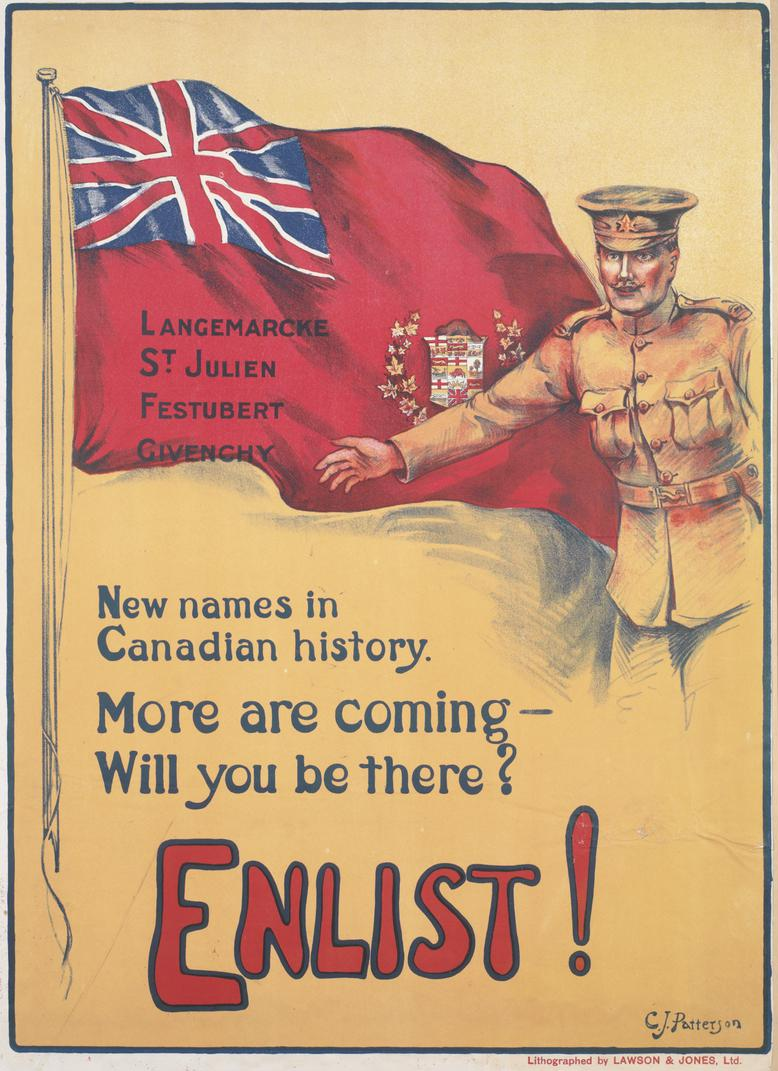
Một poster tuyển người tham gia quân đội trong thế chiến I (1914-1918) tại Canada

Là một phần của Đế quốc Anh, Canada đã tham gia chiến tranh thế giới thứ nhất từ năm 1914. Canada đã bị thiệt hại nặng nề trong thế chiến. Trong cuộc khủng hoảng năm 1917, bạo loạn nổ ra tại Montreal do những người Canada gốc Pháp phản đối chính quyền áp dụng nghĩa vụ quân sự. Nước láng giềng Newfoundland cũng bị tổn thất nặng trong thế chiến I.
Hoa Kỳ nằm ngoài cuộc thế chiến cho đến năm 1917. Sau đó, Hoa Kỳ đóng vai trò quan trọng tại Hội nghị Hòa bình Paris 1919. Cũng giống như Hoa Kỳ, Mexico cũng đứng ngoài thế chiến thứ nhất.

### Sau thế chiến I
Đến năm 1920, nền kinh tế Hoa Kỳ đã đạt tới đỉnh cao. Nhưng sự sụp đổ chứng khoán phố Wall năm 1929 và hạn hán cùng năm khiến cho nền kinh tế Hoa Kỳ và Canada đi xuống.
Từ năm 1937 đến năm 1949, tại Mexico đã xảy ra cuộc nội chiến do người dân phản đối chính quyền chống người Công giáo.

### Thế chiến II
Hoa Kỳ đã tuyên chiến với Nhật Bản sau trận Trân Châu Cảng. Sự tham gia của Hoa Kỳ giúp phe Đồng Minh đảo ngược tình thế trong Thế chiến II. Mặc dù vậy, ngày 19 tháng 8 năm 1942, một hạm đội Đức Quốc xã với sự chỉ huy của tướng von Rundstedt đã tấn công vào cảng Dieppe, Canada làm cho hơn 900 người thiệt mạng và 2.500 người bị bắt (phần lớn bị thương).
Hai tàu chở dầu của Mexico đang chuyển dầu tới Hoa Kỳ đã bị Đức Quốc xã đâm chìm ở vịnh Mexico vào năm 1942 khi lúc này, Mexico là quốc gia trung lập trong thế chiến. Điều này dẫn đến việc Mexico tuyên chiến với các quốc gia phe Trục và tham gia thế chiến II.

## Chiến tranh Lạnh
Trong chiến tranh Lạnh, lần đầu tiên, Hoa Kỳ là quốc gia mạnh nhất trong khối phương Tây. Cũng tại Hoa Kỳ, phân biệt chủng tộc ngày càng ác liệt.
Mexico đã trải qua thời kỳ phát triển kinh tế mạnh sau Thế chiến II mà người ta gọi là "El Milagro Mexicano" (phép màu Mexico).
Năm 1959, Alaska và Hawaii lần lượt trở thành tiểu bang của Hoa Kỳ.

## Chiến tranh Việt Nam và lạm phát
Từ sau chiến tranh thế giới thứ hai, Hoa Kỳ đã tham gia chiến tranh Việt Nam. Nhưng sau Hiệp định Paris 1973, Hoa Kỳ đã phải rút khỏi Đông Dương.
Năm 1982, năm cuối cùng trong nhiệm kỳ thủ tướng Pierre Elliot Trudeau, Canada đã thông qua bản hiến pháp mới.
Hoa Kỳ và Canada đã trải qua kỳ lạm phát lớn trong thời kỳ này.

## Thập niên 1980
Tổng thống Mexico trong đầu thập niên 1980 là Miguel de la Madrid và cuối thập niên 1980 là Carlos Salinas de Gortari đã có một chiến lược kinh tế tốt. Dù vậy, Mexico đã trải qua việc suy thoái kinh tế, làm cho đồng peso của Mexico rớt giá nghiêm trọng. Trong cuộc bầu cử năm 1988, ngày 6 tháng 7 năm 1988, một máy tính IBM AS / 400 mà chính phủ dùng để kiểm phiếu đã bị tắt giữa chừng. Chính phủ sau đó nói rằng "se Cayó el sistema" ("hệ thống bị nhiễu"). Sau đó, Carlos Salinas đã suýt không thắng cử. Đây là lần đầu tiên mà một ứng cử viên PRI suýt thua cử.
Tổng thống Hoa Kỳ Ronald Reagan đã cứng rắn với Liên Xô và các quốc gia cộng sản trong ngoại giao. Trong nước, ông Reagan đã có cố gắng kích thích nền kinh tế.
Thủ tướng Canada Brian Mulroney cũng có cố gắng kích thích nền kinh tế trong nước và cũng ủng hộ việc hợp tác kinh tế với Hoa Kỳ. Hai bên đã ký Hiệp định Thương mại Tự do Canada-Hoa Kỳ vào tháng 1, 1989.

## Lịch sử gần đây
Sự kết thúc của chiến tranh Lạnh là mở đầu cho kỷ nguyên phát triển kinh tế bền vững. Ngày 1 tháng 1 năm 1994, Hiệp định Thương mại Tự do Bắc Mỹ giữa Canada, Mexico và Hoa Kỳ có hiệu lực, tạo ra khu vực thương mại tự do lớn nhất thế giới. Năm 2000, Vicente Fox trở thành tổng thống Mexico đầu tiên không thuộc đảng PRI sau 70 năm.
Sự lạc quan về kinh tế đã sụp đổ do sự kiện 11 tháng 9. Sau đó Hoa Kỳ và Canada đã can thiệp vào Afghanistan. Sau đó, cả Canada và Mexico đều không hỗ trợ Hoa Kỳ trong cuộc xâm lược Iraq.
Năm 2006, chiến tranh ma tuý tại Mexico đã chính thức trở thành một cuộc xung đột quân sự với số thương vong ngày càng nhiều.
Năm 2008, từ cuộc khủng hoảng kinh tế tại Hoa Kỳ vào mùa đông năm 2007 đã trở thành một cuộc suy thoái kinh tế trên toàn thế giới.
Năm 2009, Barack Obama trở thành người Mỹ gốc Phi đầu tiên nhậm chức tổng thống Hoa Kỳ. Hai năm sau đó, Osama Bin Laden, thủ phạm của vụ tấn công 11 tháng 9 đã bị tìm thấy và giết chết. Ngày 18 tháng 12 năm 2011, cuộc xâm lược Iraq đã kết thúc khi binh sĩ Hoa Kỳ được lệnh rút quân. Ngày 28 tháng 12 năm 2014, cuộc can thiệp vao Afghanistan của Hoa Kỳ cũng đã kết thúc do một phần binh lính đã rút quân khỏi đây, còn phần còn lại ở lại Afghanistan chuẩn bị cho giai đoạn hai.

### Sách
- Bennett, Norma V. (1997), Pioneer Legacy, ISBN 0-9683026-0-2
- Churchill, Ward A Little Matter of Genocide 1997 City Lights Books ISBN 0-87286-323-9